# Чагарниця сіра
Чагарни́ця сіра (Garrulax maesi) — вид горобцеподібних птахів родини Leiothrichidae. Мешкає в Китаї і В'єтнамі. Темна чагарниця раніше вважалася конспецифічною з сірою чагарницею.

## Опис
Довжина птаха становить 28–30,5 см. Забарвлення переважно сіре. Обличчя чорне, горло і верхня частина грудей сірувато-коричневі.На скронях світло-сірі плями, бічні сторони шиї білі. Виду не притаманний статевий диморфізм. Молоді птахи мають коричнювате забарвлення.

## Поширення і екологія
Сірі чагарниці мешкають в південному Китаї і північному В'єтнамі. Вони живуть у вологих тропічних і субтропічних рівнинних і гірських лісах. Зустрічаються на висоті від 380 до 1700 м над рівнем моря.

## Поведінка
Сірі чагарниці зустрічаються зграями, чисельністю близько 10 птахів. Вони іноді приєднуються до змішанихї зграй птахів. Живляться переважно комахами.